# Gondomar Sport Clube
Gondomar Sport Clube je portugalski nogometni klub iz gradića Gondomara na portugalskom sjeveru, nedaleko od Porta. Utemeljen je 1921. godine. U sezoni 2019./20. klub igra u Campeonato de Portugal (3. rang), u Serie B.
Klupske boje su plava i žuta.

## Vanjske poveznice
- Službene klupske stranice